# SMS Karlsruhe (1912)
SMS Karlsruhe byl lehký křižník Kaiserliche Marine stejnojmenné třídy, kterou mimo něj tvořila ještě sesterská jednotka Rostock. Karlsruhe se za první světové války aktivně zapojil do křižníkové války na oceánech.

## Stavba
Plavidlo postavila loděnice Germaniawerft v Kielu. Kýl křižníku byl založen v září roku 1911 a v roce následujícím byl jeho trup spuštěn na vodu. Do služby Karlsruhe vstoupil 15. ledna 1914.

## Konstrukce
Posádka zahrnovala 373 mužů. Výzbroj plavidla tvořilo dvanáct kanónů, pro německé lehké křižníky té doby obvyklé, ráže 105 mm. Nesl také dva 500mm torpédomety. Bok křižníku kryl až 100mm silný pancéřový pás, stejnou sílu měl i pancíř chránící velitelskou věž a pancéřová paluba měla sílu 50 mm. Křižník poháněla dvě turbínová soustrojí. Mohl dosáhnout rychlosti až 27,6 uzlu.

## Osud

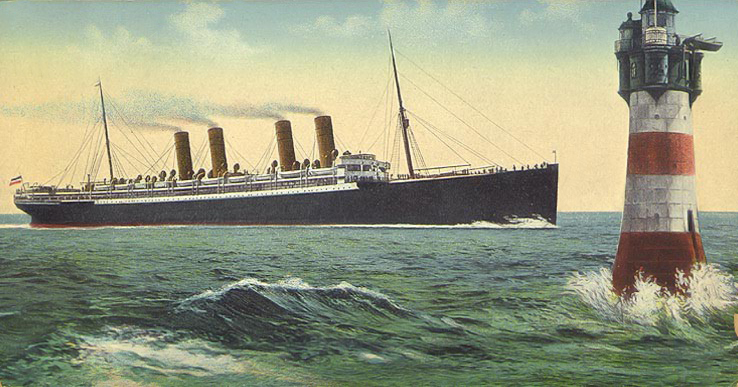
Německá pasažérská loď Kronprinz Wilhelm byla, s pomocí křižníku Karlsruhe, upravována na pomocný křižník.

Na začátku první světové války byl Karlsruhe dislokován v Západní Indii. Dne 6. srpna 1914 se západně od Baham setkal s německou pasažérskou lodí Kronprinz Wilhelm a začali ji vyzbrojoval, aby mohla sloužit jako pomocný křižník. Při této akci byli Němci zaskočeni britským pancéřovým křižníkem HMS Suffolk, ale díky své rychlosti jim Karlsruhe unikl. Dostal se přitom do přestřelky s britským lehkým křižníkem HMS Bristol, kterému ale rovněž unikl díky své větší rychlosti.

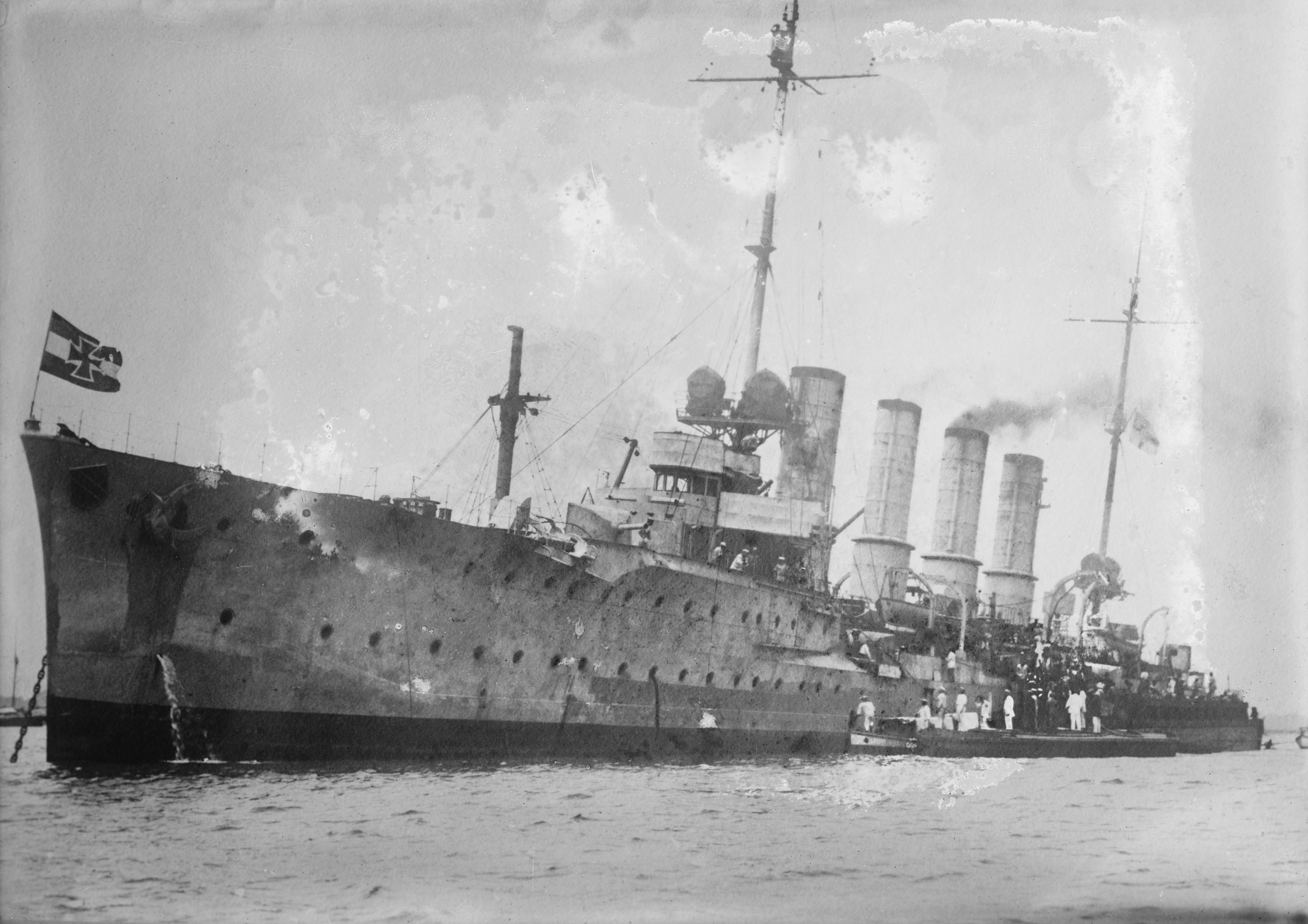
Karlsruhe v San Juanu doplňuje palivo

Karlsruhe se 9. srpna přesunul do San Juanu, ovšem již 11. srpna ho opustil a vydal se na Curaçao, aby tam doplnil uhlí. Potopil přitom britský parník Bowes Castle. Potkal se s německou zásobovací lodí Patagonia, od které získal 2000 tun uhlí. Poté se Karlsruhe zmocnil britské obchodní lodě Strathroy s nákladem 6000 tun uhlí. Dne 3. září potopil obchodní lodě Maple Branch a Highland Hope. Dne 17. září Karlsruhe zajal velký britský parník Indrani vezoucí 6000 tun uhlí a potom též nizozemskou obchodní loď Maria, britskou Cornish city a dále též Rio Igassu. Dne 5. října Němci zajali Farn se 700 tun uhlí a zařadili ho jako pomocnou jednotku. V říjnu Karlsruhe potopil následující lodě: Nicetode Larrinaga, Lynrowan, Cervantes, Pruth, Condor, Glanton a Hurstdale. Problém nastal, když Němci zajali pasažérskou loď Van Dyck, na níž bylo 210 cestujících, většinou občanů USA. Němci nalodili posádku na loď Asuncion.
Dne 4. listopadu 1914 došlo na Karlsruhe, operujícímu v oblasti Malých Antil, k obrovskému výbuchu, který zcela zničil jeho příď a křižník se potopil. Zahynulo 263 mužů včetně korvetního kapitána Köhlera. Křižník během své krátké bojové činnosti potopil 72213 BRT a stal se tak nejúspěšnějším lehkým křižníkem první světové války. Britové se o zkáze křižníku Karlsruhe dozvěděli až 19. března 1915.